# مجلس وزراء زامبيا
يتكون مجلس الوزراء في زامبيا من الرئيس ونائب الرئيس والوزراء. يصوغ سياسات الحكومة ويقدم المشورة للرئيس.

## مجلس الوزراء الحالي
عقد أول اجتماع لمجلس الوزراء يوم الجمعة 17 سبتمبر 2021

## روابط خارجية
- وزراء مجلس الوزراء، دار الدولة الزامبية.